# Krayenberggemeinde
Krayenberggemeinde est une municipalité allemande du land de Thuringe, dans l’arrondissement de Wartburg, au centre de l’Allemagne.